# بوته آزمایش (فیلم ۱۹۵۷)
بوته آزمایش (فرانسوی: Les Sorcières de Salem‎) یک فیلم است که در سال ۱۹۵۷ منتشر شد. از بازیگران آن می‌توان به سیمون سینیوره، ایو مونتان، و میشل پیکولی اشاره کرد.